# Acolasis
Acolasis is een geslacht van vlinders van de familie spinneruilen (Erebidae).

## Soorten
- A. agnatali Dognin, 1911
- A. albidentina Schaus, 1906
- A. anepsia Hampson, 1926
- A. anitoba Guenée, 1852
- A. bibitrix Hübner, 1823
- A. capensis Cramer, 1777
- A. catoxantha Hampson, 1926
- A. columbina Walker, 1865
- A. colliquens Hübner, 1818
- A. chalybea Draudt & Gaede, 1944
- A. diffusa Walker, 1857
- A. dimidiata Butler, 1879
- A. endopolia Dyar, 1916
- A. fragilis Schaus, 1901
- A. glaucinans Hampson, 1926
- A. glaucoides Schaus, 1906
- A. hemiplagia Felder, 1874
- A. leucocyma Hampson, 1926
- A. lobuligera Guenée, 1852
- A. medalba Schaus, 1906
- A. medina Guenée, 1852
- A. mesozonea Hampson, 1926
- A. mollis Walker, 1865

- A. musa Schaus, 1906
- A. nubila Schaus, 1901
- A. oba Plötz, 1880
- A. ocellata Walker, 1865
- A. phasis Cramer, 1777
- A. polynoe Guenée, 1852
- A. seraspis Stoll, 1782
- A. sororia Schaus, 1911
- A. sublimis Schaus, 1911
- A. subocellata Schaus, 1906
- A. subvaria Schaus, 1906
- A. suttea Guenée, 1852
- A. tanais Cramer, 1775
- A. templada Schaus, 1906
- A. umbrata Schaus, 1906
- A. zenobina Maassen, 1890